# ペーター・フィツェック

フィツェックが建てた「ドイツ王国」の旗

ペーター・フィツェック（ドイツ語: Peter Fitzek, 1965年8月12日 - ）は、ドイツの政治運動家。ザクセン＝アンハルト州とブランデンブルク州の憲法保護当局は、帝国主義運動の流れを汲み、連邦共和国の正統性を否定する極右運動組織「帝国市民」のメンバーだとしている。

## 経歴
料理人としての教育を受けた後、キッチンマネージャー、空手教師、レンタルビデオ店員などの職を転々とした。1990年代初めに結婚し、2子を儲けた。2008年のルターシュタット・ヴィッテンベルクの市長選に立候補し、0.7％の得票率を得た。翌2009年の連邦選挙ではデッサウ＝ヴィッテンベルク選挙区から直接候補として出馬し、またも0.7％の得票率を得た。
2009年に連邦金融監督庁（BaFin）の許可なしに銀行を設立。2012年には、ザクセン＝アンハルト州ルターシュタット・ヴィッテンベルクにあった元病院施設に自らのミクロネーション「ドイツ王国」を設立。2013年まで銀行業務を続け、約600人から総額およそ170万ユーロ（約2億円）を集めた。さらには、独自通貨「エンゲルゲルト」を制定し、連邦金融監督庁の許可なく医療保険会社の経営も行っていた。2017年3月15日、ハレ市内の裁判所は、フィツェックに対して預金130万ユーロ（約1億6,000万円）を横領したとして禁錮3年8月の有罪判決を言い渡している。